# Cebrio fabricii
Cebrio fabricii là một loài bọ cánh cứng trong họ Cebrionidae. Loài này được Leach miêu tả khoa học năm 1824.